# Mas d'Espolla
|  | No s'ha de confondre amb Mas Espolla. |

Mas d'Espolla és una masia al sud del nucli urbà de la població de Bàscara, a poca distància del veïnat de Sant Miquel de Terrades (Calabuig). El mas Espolla està documentat des del segle ix, amb el nom de "vilare spedulias". Més tard, l'any 1140, la vídua d'Arnau Blidguer, Ermengarda i els seus fills Guillem i Pere, defineixen a la Seu de Girona el mas Espolla, situat "...infra terminos parrochie Sancti Aciscli de Baschara". En un capbreu de principis del segle xiii apareix esmentat un tal Arnallus de Speoilla. Els Espolla, propietaris rurals, foren una de les famílies importants de la vila. Van habitar el mas fins al final del segle xvii (1677). Al segle xix segueixen apareixent com una de les principals famílies propietàries rurals a les llises de contribucions. L'any 1780, el bisbe Tomàs de Lorenzana va nomenar aquesta família protectora dels pobres de la vila de Bàscara.
Mas de planta irregular format per diversos cossos adossats, que han anat engrandint i transformant la construcció més original. La construcció és bastida amb pedra desbastada de diverses mides i còdols, lligat amb abundant morter de calç. El nucli central de l'edifici consta de quatre cossos adossats en paral·lel, dels que destaca el de més alçada. Està distribuït en planta baixa, pis i golfes, amb la coberta de teula de dues vessants. Presenta un gran portal d'accés d'arc de mig punt adovellat, amb els brancals bastits amb carreus ben desbastats. Damunt seu, una finestra rectangular motllurada, amb l'ampit sostingut per mènsules estriades i un guardapols decorat amb volutes. A les golfes hi ha una gran obertura d'arc rebaixat bastida amb maons, i transformada posteriorment. Els cossos adossats en paral·lel presenten les cobertes d'un sol vessant i dues plantes, amb diverses obertures bastides amb maons.